# Паримейник
Паримейник (или паримийник) е богослужебна книга на Православната църква през Средновековието, която представлява сборник с откъси от Стария завет, понякога и от Новия завет, които се четат на вечерно богослужение или при нощно бдение и са във връзка със смисъла и обяснението на конкретния църковен празник. Названието на сборника произхожда от гръцката заемка: паремия, паримия (на гръцки: παροιμία = притча) в средновековната книжнина, която идва от името на книгата „Притчи Соломонови“ (откъдето най-често са тези четива) и се появява понякога в ръкописите и в превод на старобългарски като притча (притъча).. Паримиите в състава на сборника са различен брой за различните празници, като една от друга те са били отделяни от кратки песнопения (прокимни, тропари, стихове) или от различни литургични указания.

## История
В гръцката богослужебна традиция този сборник се нарича профитологий или профитологион (на гръцки: προφητολόγιον), тъй като е съдържал доста откъси от Пророците и други книги на Стария завет. Профитологият е бил два вида: месечен и рождественско-триодно-месечен. Последният вид е по-старинен и най-вероятно е послужил за първия превод на паримейника на старобългарски език. Смята се, че преводът на профитологиона от гръцки на старобългарски е направен още от св. Кирил и Методи и че това е една от най-рано преведените библейски книги заедно с изборното евангелие, изборния апостол и псалтира. Най-ранният, съхранен до наши дни славянски препис на паримейника, е Григоровичевият паримейник от 12 в. Известни са още 70 български, сръбски и руски преписа на тази книга.
До 14 в. Кирило-Методиевият превод на сборника претърпява няколко редакции. Още в края на 12 в. и началото на 13 в. отделни паримии от сборника са включени в среднобългарските триоди. През 14 в., най-вероятно в Атон, е направена т.нар. Атонска редакция на тези паримии в рамките на новоизводния (новоредактиран) триод и миней. Няма данни за съществуването на новоредактирани паримейници сред южните славяни, но се предполага, че такива са възникнали на руска почва въз основа на редактираните в Атон паримии.

## Допълнителна литерарура
- Алексеев, АА. Текстология славянской библии Архив на оригинала от 2017-09-27 в Wayback Machine.. Санкт-Петербург: Дмитрий Буланин; 1999.
- Jовановић, Б. Значаj српских паримеjника за текстолошко разврставањe словенских преписа и реконструкциjу првобитног Ћирило-Методског оригинала. Стара српска књижевност. 1976, 10. с. 1 – 20.
- Карачорова, И. Паримейник. – В: Кирило-Методиевска енциклопедия. Т. 3. Гл. ред. Л. Грашева. София: Академично издателство „Марин Дринов“, 2003. с. 101 – 105.
- Милтенова, А. Паримийник. – В: Петканова Д. Старобългарска литература. Енциклопедичен речник. Велико Търново: Абагар, 2003. с. 353 – 354.
- Пичхадзе, А. К истории славянского паримейника (паримейные чтения Книги Исход). В: Традиции древнейшей славянской письменности и языковая культура восточных славян. Традиции древнейшей славянской письменности и языковая культура восточных славян. Москва: Наука; 1991. с. 147 – 173.
- Попов, Г. Среднобългарският светогорски превод на Триода от първата половина на {XIV} в. – В: Преводите през {XIV} столетие на Балканите. Международната конференция София, 26 – 28 юни 2003. София: Горекс-Прес; 2004. с. 173 – 184.
- Стипчевић, Б. О српским паримеjницима. – В: Симпозиум 1100-годишнина од смртта на Кирил Солунски. Vol. 2. Скопjе, 1970. с. 347 – 389.
- Bláhová, E. Griechische Lehnwörter in altkirchenslavischen Parömienbucher. Byzantinoslavica. 1997, 58. с. 350 – 362.
- Devreesse, R. Introduction à l’étude des manuscrits grecs. Paris: C. Klincksieck, 1954. с. 347.
- Høeg, C. Zuntz, G. Remarks on the Prophetologion. – В: Quantulacumque. London: Christophers; 1937. с. 189 – 226.
- Høeg C., Zuntz, G. Prophetologium. Copenhagen, 1970.
- Johnson, MA. Observations on the Hymnography of Certain Medieval Slavic Parimejniks. Српски jезик. 1997, № 1 – 2. с. 363 – 376.
- Löfstrand, E. Slavonic parchment fragments in Sweden: 1. Paroimiarion, Triodion, Psalter. Stockholm, 1984.
- Matejic, M, Bogdanovic, D. Slavic Codices of the Great Lavra Monastery: A Description. Sofia: Centre international d'information sur les sources de l'histoire balkanique et méditerranéenne, 1989. с. 238 – 250.
- Steininger, RM. Codex Sancti Simeonis. Augustae Trevirorum, 1856.
- Švabova, J. Zur Problematik der Texvarianten im altkirchenslavischen Parömienbuch. Byzantinoslavica, 1985, 16. с. 94 – 105.
- Thomson, FJ. The Slavonic Translation of the Old Testament. – В: Interpretation of the Bible. Ljubljana, Sheffield: Slovenska akademija znanosti in umetnosti, Sheffield Academic Press, 1998. с. 605 – 919.
- Zuntz, G. Das byzantinische Septuaginta-Lektionar („Prophetologion“). Memoria Istanbulensis. – В: Classica et mediaevalia. Revue danoise de philologie et d’histoire. Copenhagen: Librairie Gyldendal; 1956. с. 183 – 198.